# Nouvelle-Église
Nouvelle-Église är en kommun i departementet Pas-de-Calais i regionen Hauts-de-France i norra Frankrike. Kommunen ligger i kantonen Audruicq som tillhör arrondissementet Saint-Omer. År 2022 hade Nouvelle-Église 709 invånare.

## Befolkningsutveckling
Antalet invånare i kommunen Nouvelle-Église
| Referens: INSEE |